# Zweipunkt-Ohrwurm

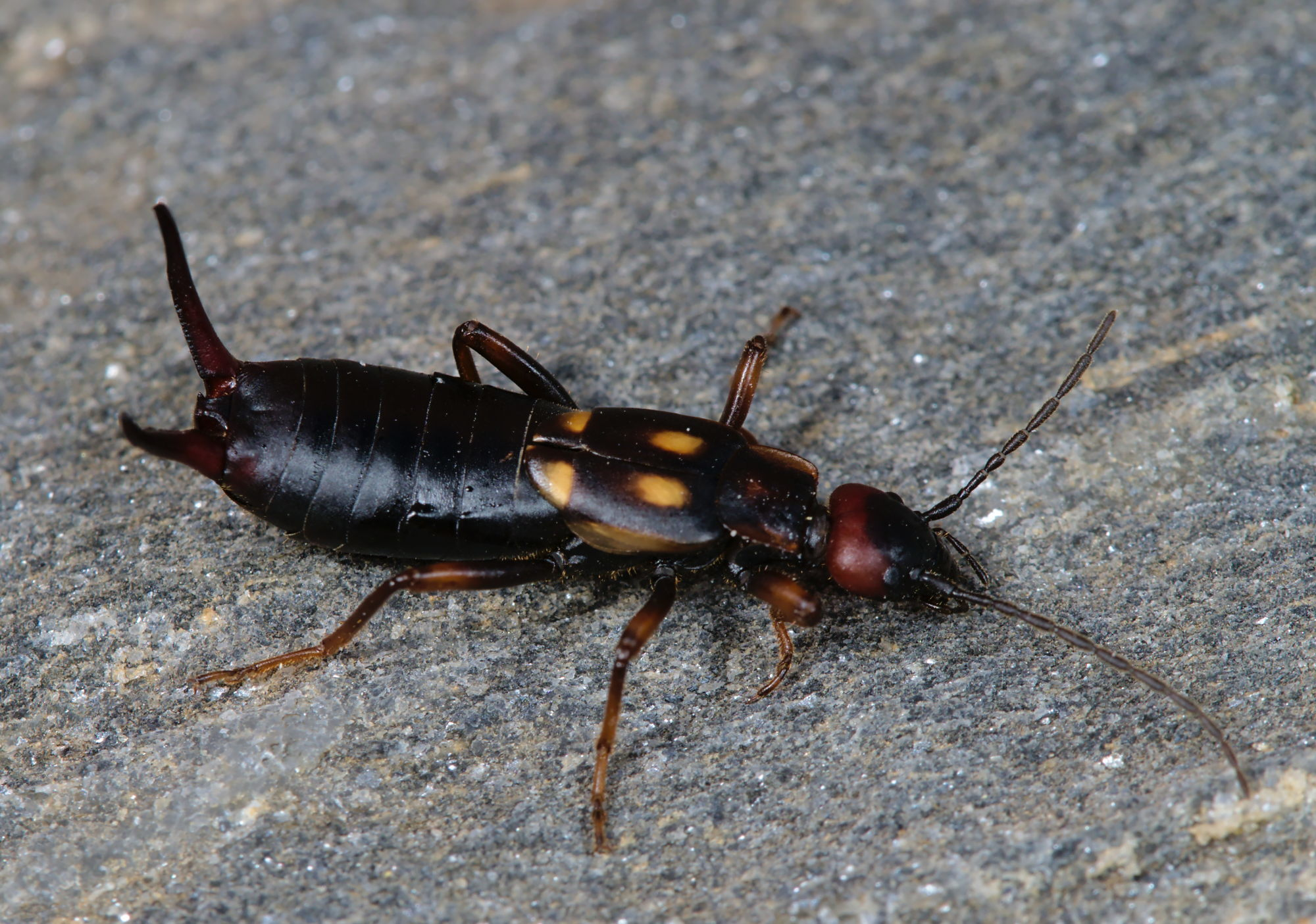
Weibchen

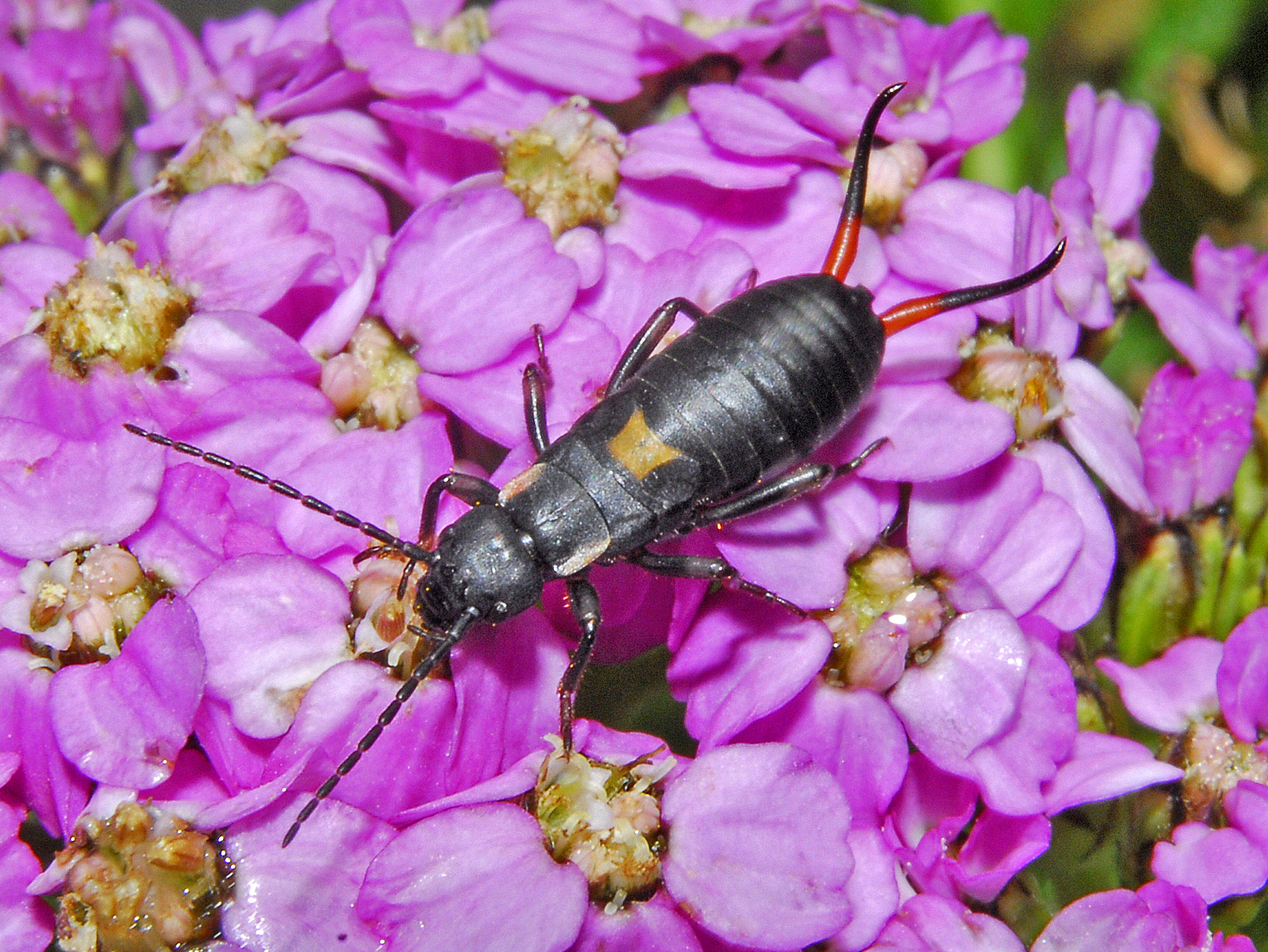
Nymphe

Der Zweipunkt-Ohrwurm (Anechura bipunctata) ist eine Art der zu den Insekten gehörenden Ohrwürmer und von Westeuropa bis Sibirien verbreitet. Die Art lebt vor allem in Gebirgen und gilt in Deutschland als vom Aussterben bedroht.

## Merkmale
Mit Zangen beträgt die Körperlänge 12–21 mm. Der Körper ist überwiegend dunkel gefärbt, mit einer rötlichbraunen bis schwarzen Grundfarbe. Der hintere Teil des Kopfes, die Beine und zumindest der proximale (körpernahe) Teil der Cerci (Zangen) sind heller gefärbt, orange bis rotbraun. Die Knie der Beine können dabei dunkler sein. An den Seitenrändern des ansonsten dunklen Pronotums befinden sich orange Streifen. Das Pronotum ist breiter als lang. Namensgebend für die Art sind zwei ebenfalls helle orange Flecken auf den Deckflügeln (Elytren). Hinter diesen befinden sich auf den hervorragenden Hinterflügeln ebenfalls orange Flecken, wodurch deutlich sichtbar vier helle Flecken zu sehen sind und nicht zwei. Die Vorderflügel sind deutlich länger als der Halsschild. Die Cerci der Weibchen sind relativ gerade, vor allem zum Ende hin gebogen und überkreuzen sich. Die Cerci der Männchen sind zur Spitze abwärts gekrümmt. Sie sind auffallend groß, doppelt gebogen und weisen Richtung Spitze mehrere kleine Zähne auf, wodurch sie beinahe geweihartig wirken. Die Nymphen sind insgesamt dunkler gefärbt als die Imagines. Die Art besitzt 12 Antennenglieder, nach anderen Angaben 9–12 Antennenglieder.
Bei der Unterart Anechura bipunctata asiatica aus Zentralasien sind die vier hellen Flecken auf Elytren und Hinterflügeln weißlichgelb gefärbt. Zudem ist die Zange auffälliger und vollständiger hell gefärbt.

### Ähnliche Arten
Eine ähnliche Art ist Forficula smyrnensis, die vom östlichen Zentraleuropa bis Südwestasien verbreitet ist. Bei ihr ist der Halsschild hell gefärbt, die cremefarbenen Flecken auf den Flügeln sind größer und länglicher und der Kopf ist einheitlich gefärbt. Zudem sind die Zangen der Männchen weniger auffällig geformt. Auch weitere Arten der Gattung Anechura können zu Verwechslungen führen. Mit Forficula auricularia wird die Art auch regelmäßig verwechselt. Bei den Männchen bieten die Zangen eindeutige Unterscheidungsmöglichkeiten, bei den Weibchen nicht. Manchmal wirken die Elytren von F. auricularia leicht punktiert, jedoch sind diese hellen Flecken niemals so stark ausgeprägt wie bei Anechura bipunctata, zudem sind die Beine von F. auricularia einfarbig hell und der Körper insgesamt heller gefärbt.

## Verbreitung
Der Zweipunkt-Ohrwurm ist weit verbreitet von Westeuropa bis Sibirien, weist dabei aber ein disjunktes Areal auf. Bekannt ist die Art aus dem Kantabrischen Gebirge im Norden Spaniens, aus den Pyrenäen, den Alpen (hier vor allem im Grenzgebiet zwischen Italien und Frankreich sowie westlich bis zum Rhonetal in Frankreich, östlich bis Österreich), dem Dinarischen Gebirge zwischen Kroatien und Albanien, den Westkarpaten in der Slowakei, dem Kaukasus sowie südlich bis zum Südosten der Türkei und in den Iran und aus Zentralasien, in etwa vom Kaspischen Meer bis zum Baikalsee, nördlich bis in die Oblast Omsk und südlich bis in den Norden Pakistans. Fraglich sind Nachweise aus den zentralen Gebieten Frankreichs, Mittel- und Norddeutschland (s. Gefährdung) und der rumänischen Schwarzmeerküste. Auch über Vorkommen in Bulgarien wurde berichtet. Die Unterart Anechura bipunctata asiatica lebt von Kasachstan und dem Iran im Westen bis zur Grenze von Kasachstan und China, Kirgisistan und Pakistan im Osten.
Die Art kann unter Steinen im Bergland gefunden werden. Dabei kommt sie auch noch in Höhen von bis zu 2400 m über NN vor. Funde liegen zum Teil aus Grasland und Sträuchern vor.

## Gefährdung
In der Roten Liste gefährdeter Arten Deutschlands aus dem Jahr 2011 gilt die Art als vom Aussterben bedroht (RL 1).
Der Zweipunkt-Ohrwurm gilt in Deutschland als sehr selten und von einem starken Bestandsrückgang betroffen. In Mitteldeutschland gab es früher vermutlich sowohl bodenständige (z. B. bei Dresden) als auch eingeschleppte Vorkommen. Die bodenständigen Vorkommen waren wohl bereits um 1900 ausgestorben und der letzte ältere Nachweis, vermutlich eine Einschleppung, stammt von 1914. Erst 2002 und 2005 wurden in Deutschland an zwei Stellen nahe der Grenze zu Österreich wieder Individuen entdeckt, nämlich im Osten der Allgäuer Alpen und im zentralen Vorgebirge des Karwendels. In beiden Fällen wird von sehr kleinen Populationen ausgegangen.

## Lebensweise
Funde der Art gelingen meistens zwischen April und Oktober, mit einem Höhepunkt im Juli. Nymphen werden meist zwischen Juni und August gefunden.

## Taxonomie
Die Art wurde 1781 von Johann Christian Fabricius als Forficula bipunctata erstbeschrieben. Weitere Synonyme lauten:
- Anechura asiatic Semenov, 1903
- Anechura asiatica Semenov, 1903
- Anechura orientalis Krauss, 1900
- Chelidura anthracina Kolenati, 1846
- Forficula biguttata Fabricius, 1793
- Forficula fabricii Fieber, 1853

Neben dem Nominotypischen Taxon aus Europa und Westasien gibt es noch die Unterart Anechura bipunctata asiatica aus Zentralasien. Wie auch die Gattung Chelidura gehört die Gattung Anechura zur Unterfamilie Anechurinae.